# Digitalisierung von Schiffsplänen

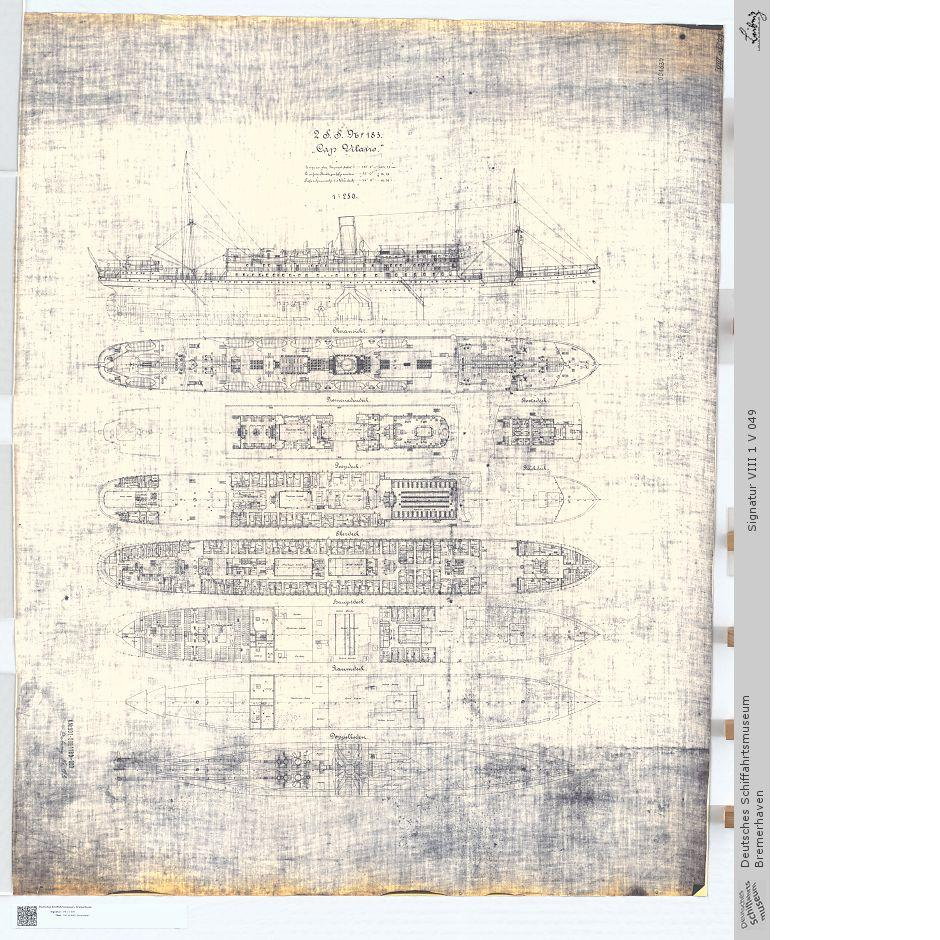
Digitalisiert für das Projekt DigiPEER: Generalplan der Cap Vilano (9467 BRT), gebaut 1906 von der Werft Blohm & Voss für die Reederei Hamburg Süd

Die Digitalisierung von Schiffsplänen des Deutschen Schifffahrtsmuseums Bremerhaven war ein Teil des Gemeinschaftsprojektes DigiPEER (Digitalisierung wertvoller Pläne und technischer Zeichnungen zur Erfassung und Erschließung des Raums im 20. Jahrhundert), das von vier Forschungsmuseen der Leibniz-Gemeinschaft durchgeführt wurde. Es wurden im Rahmen dieses Projektes insgesamt rund 20.000 großformatige Pläne und technische Zeichnungen, davon rund 5.000 Schiffspläne, digitalisiert und der Öffentlichkeit über das Internet zugänglich gemacht.

## DigiPEER im Deutschen Schifffahrtsmuseum Bremerhaven
Für das Thema „Erschließung der Meere durch den technischen Fortschritt im Schiffsbau“ dieses Projektes wurde im Archiv des Deutschen Schifffahrtsmuseum ein großer Aufwand getrieben, um aus der Sammlung von über 20.000 technischen Zeichnungen aus dem Schiffbau einen guten Überblick der Schiffstypen im 20. Jahrhundert auszuwählen.
Aus den Plänen und technischen Zeichnungen, die häufig aus dem Bestand von deutschen Werften und Reedereien stammen, wurden für das Projekt DigiPEER rund 5000 Zeichnungen von Handelsschiffen und Spezialschiffen ausgewählt. Dampfschiffe und Motorschiffe sind am häufigsten vertreten, außerdem  einige Segelschiffe und Boote. Als Schiffstypen wurden Passagierschiffe, Frachtschiffe, kombinierte Fracht- und Passagierschiffe und Fischereischiffe digitalisiert. Außerdem wurden Arbeitsschiffe, Schwimmbagger, Klapp-Schuten, Bereisungsschiffe und Prahme sowie Schiffe der Wasser- und Schifffahrtsämter wie z. B. Tonnenleger, Feuerschiffe und Lotsenstationsschiffe für dieses Projekt ausgewählt. 
Bei den Schiffsplänen wurden vorwiegend Generalpläne digitalisiert, seltener Linienrisse, Spantenrisse, Brandschutz- und Sicherheitspläne. Bei Segelschiffen werden außerdem die Takelpläne sichtbar, um auch die Takelage abzubilden. In Spezialplänen werden Hauptmaschinen, Hilfsmaschinen, Hilfseinrichtungen, Rohrpläne, Gesellschaftsräume, Kabinen, und weitere Details gezeigt. 
Die Pläne und technischen Zeichnungen lassen sich auf den entsprechenden Seiten im Internet bei der Betrachtung vergrößern, um auch Details zu erkennen.

## Gemeinschaftsprojekt DigiPEER der vier Forschungsmuseen der Leibnizgemeinschaft
Das Gemeinschaftsprojekt DigiPEER ist ein übergreifendes Projekt von vier Forschungsmuseen der Leibnizgemeinschaft zur Digitalisierung großformatiger Pläne und technischer Zeichnungen. Die Projektpartner sind das Deutsche Museum München, das Deutsche Schifffahrtsmuseums Bremerhaven, das Deutsche Bergbau-Museum Bochum sowie das Leibniz-Institut für Regionalentwicklung und Strukturplanung Erkner. Das Projekt wurde 2010 von der Leibniz-Gemeinschaft bewilligt und beinhaltete je Partner 5.000 technische Zeichnungen, die zum Digitalisieren vorzubereiten und nach München zu transportieren waren.
Hier wurde die Digitalisierung aller Pläne durchgeführt. Ende 2012 wurde die Digitalisierung abgeschlossen. Auf der Seite www.digipeer.de konnten Ende 2013 rund 29.000 Datensätze abgerufen werden.